# Greenfield Township (comté de Calhoun, Iowa)
Pour les articles homonymes, voir Greenfield Township.
Greenfield Township est un township, du comté de Calhoun en Iowa, aux États-Unis,. Le township est fondé en 1870.

## Source de la traduction
- (en) Cet article est partiellement ou en totalité issu de l’article de Wikipédia en anglais intitulé « Greenfield Township, Calhoun County, Iowa » (voir la liste des auteurs).